# Heinkel HD 17
Хейнкель HD 17 (нем. Heinkel HD  17) — самолёт-разведчик.

## Создание и эксплуатация
Heinkel HD 17 был спроектирован на фирме EHeinkel и построен в 1926 году компанией Svenska Aero AB в Швеции. Некоторые самолеты получили двухпоплавковое шасси, но в основном варианте самолет оснащался колесным шасси. Самолёт HD 17 строился и в США компанией "Cox-Klemin Aircraft Corporation" под обозначением CK-CO2. Этот вариант отличался измененным хвостовым оперением и межкрыльевыми стойками увеличенной хорды. Семь экземпляров HD 17 использовались в авиационном учебном центре в Липецке. HD 17 стал первым самолетом Эрнеста Хенкеля который не имел расчалок на крыльях и строился серийно только с колесным шасси.

## Лётно-технические характеристики

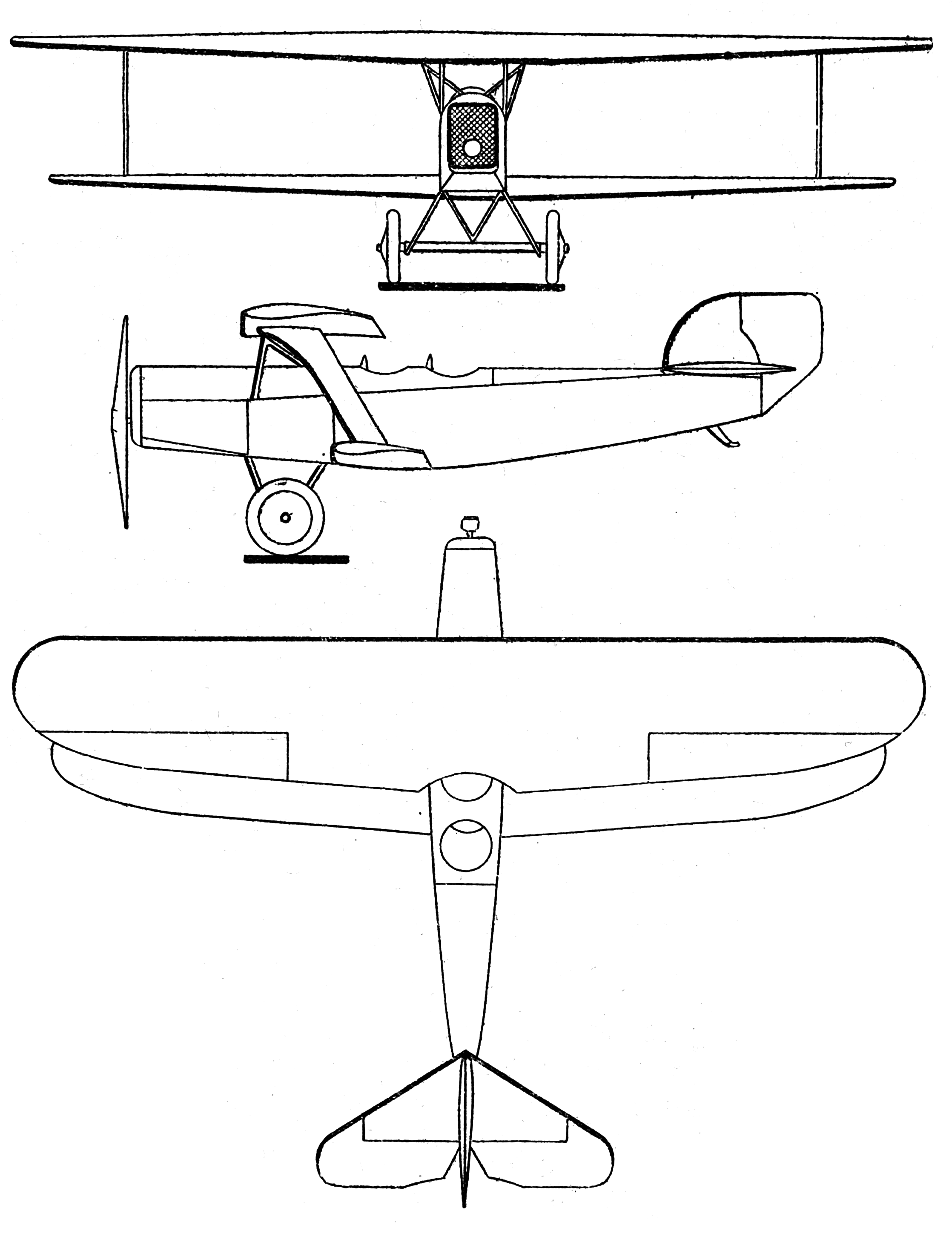
Heinkel HD 17

| Модификация                     | HD 17               |
| Размах крыла, м                 | 12,40               |
| Длина (на поплавках), м         | 9,18                |
| Высота (на поплавках), м        | 3,60                |
| Площадь крыла, м2               | 40,60               |
| Масса, кг                       |                     |
| пустого самолета (на поплавках) | 1380                |
| нормальная взлетная             | 2200                |
| Тип двигателя                   | 1 ПД Napier Lion XI |
| Мощность, л.с.                  | 1 х 450             |
| Максимальная скорость, км/ч     | 240                 |
| Крейсерская скорость, км/ч      | 200                 |
| Практическая дальность, км      |                     |
| Скороподъемность, м/мин         | 288                 |
| Практический потолок, м         |                     |
| Экипаж, чел                     | 2                   |